# Haszini járás
A Haszini járás (oroszul Хасынский район [Haszinszkij rajon]) Oroszország egyik járása a Magadani területen. Székhelye Palatka.

## Népesség
- 2002-ben 10 465 lakosa volt.
- 2010-ben 8 144 lakosa volt.